# Gleimershausen
Gleimershausen is een plaats in de Duitse gemeente Rhönblick, deelstaat Thüringen, en telt 60 inwoners.